# Thierno Agne
Thierno Rafael Agne (* 18. April 1989 in Hamburg) ist ein ehemaliger deutscher Basketballspieler. Er war Juniorennationalspieler.

## Spielerlaufbahn
Agne wuchs im Hamburger Stadtteil Altona auf. Er spielte in der Jugend Basketball beim SC Ottensen, dem SC Rist Wedel und dem Bramfelder SV. In der Saison 2005/06 kam er bei den Baskets Albag Hamburg in der ersten Regionalliga zum Einsatz.
2006 verließ Agne seine Heimat in Richtung Urspringschule in Schelklingen, wo er in der Jugend sowie in der 2. Basketball-Bundesliga beziehungsweise ab der Saison 2007/08 in der 2. Bundesliga ProB spielte.
Er nahm 2009 ein Studium an der Northwood University (später Keiser University) im US-Bundesstaat Florida auf und war Leistungsträger der Basketball-Mannschaft der Hochschule in der NAIA Division 2. Agne spielte dort unter Trainer Rollie Massimino, der 1985 die Mannschaft der Villanova University sensationell zum Meistertitel in der NCAA Division 1 geführt hatte. 2011 kam Agne mit Northwood in der Endrunde der NAIA Division 2 ins Halbfinale, 2012 erreichte man das Endspiel, verpasste den Gewinn der Meisterschaft aber aufgrund einer Niederlage gegen die Mannschaft des Oregon Institute of Technology. In insgesamt 133 Spielen, die er zwischen 2009 und 2013 für Northwood bestritt, bilanzierte er Mittelwerte von 9,1 Punkten, 4,2 Rebounds sowie 1,6 Korbvorlagen. Er traf 246 Dreipunktwürfe bei einer Erfolgsquote von 42,6 Prozent.
Agne erlangte an der Northwood University einen Master-Abschluss im Fach Internationale Wirtschaft und kehrte 2013 nach Deutschland zurück. Er wurde von den Gießen 46ers unter Vertrag genommen und spielte für die Mittelhessen in der Saison 2013/14. In 37 Spielen der 2. Bundesliga ProA erzielte Agne im Durchschnitt 7,5 Punkte und 3,3 Rebounds pro Einsatz und stieß mit Gießen ins Halbfinale der ProA-Endrunde vor. Im September 2014 erklärte Agne seine professionelle Basketballkarriere für beendet.
In der Saison 2015/16 spielte er zeitweilig für den Bramfelder SV in der 2. Regionalliga, zur Saison 2016/17 wechselte er zum SC Rist Wedel in die 2. Bundesliga ProB, wo er ein Jahr blieb.

### Nationalmannschaft
Agne nahm mit der deutschen U16-Nationalmannschaft an der B-EM 2005 teil und spielte ebenfalls bei der U20-EM 2009 für Deutschland.